# Karten, Kugeln, Banditen
Karten, Kugeln, Banditen (Originaltitel: Plainsman and the Lady) ist ein US-amerikanischer Western aus dem Jahr 1946 von Joseph Kane mit Wild Bill Elliott und Vera Ralston in den Hauptrollen. Das Drehbuch basiert auf einer Originalstory von Ralph Spence und Michael Uris.

## Handlung
1859 empfängt Bankpräsident Michael Arnesen den kalifornischen Senator Gwin in seinem Haus in Saint Joseph (Missouri), wo er eine Party gibt, um Gwin seinen Freunden aus der Geschäftswelt und der Gesellschaft vorzustellen. An der Party nehmen Arnesens hingebungsvolle Tochter Ann und seine zweite Frau Cathy teil, die eine Affäre mit Peter Marquette hat, dem Besitzer einer einflussreichen Postkutschenlinie. Cathy hat Marquette vor dem Plan von Arnesen und Gwin gewarnt, einen Express-Postdienst zwischen Saint Joseph und Sacramento einzurichten, der die Kommunikation in den westlichen Staaten beschleunigen und damit Marquettes Geschäft schädigen würde. Cathy versichert Marquette, dass sie alles tun wird, um ihm zu helfen, ungeachtet der Interessen ihres Mannes. 
Arnesen führt seine Gäste in einen farbenfrohen Saloon, der dem Spieler und Viehzüchter Sam Cotten gehört, der gerade von einem langen Viehtrieb zurückgekehrt ist. Sam ist bestürzt, als er erfährt, dass Arnesen und die „Reformer“ die Stadt so aufgeräumt haben, dass der Saloon nicht mehr rentabel ist, freut sich aber, die hübsche Ann kennenzulernen und seine Freundschaft mit Gwin zu erneuern, den er seit seiner Zeit als Händler im Westen kennt. Sam verkauft den Saloon und nimmt Gwins Stellenangebot bei der neuen Postgesellschaft an, die Pony-Express heißen soll. Marquette ist verärgert, als die neue Gesellschaft sich weigert, seine Stationen zu mieten, was sie zwingen würde, eine längere Route zu nehmen, aber in Washington, D.C. sorgt Cathy dafür, dass Marquette die Postkonzession behält, auf die die neue Expressgesellschaft geboten hatte. Arnesen ist untröstlich, dass sie die Konzession nicht erhalten haben, aber Sam versichert ihm, dass sie, wenn sie ihre eigenen Stationen bauen, vor Indianerangriffen sicher sind und hohe Summen für private Briefe verlangen können.  
Sam und sein Kumpel Dringo führen die Gruppe an, die nach Stationsstandorten sucht. Obwohl Marquette den Revolverhelden Feisty anheuert, um ihn zu töten, entkommt Sam seinem Angriff und arbeitet weiter. Als alle Stationen eingerichtet sind, kehrt Sam nach Saint Joseph zurück, um die Eröffnungsfeierlichkeiten vorzubereiten. Sein tollpatschiger Freund, Richter Winters, missversteht Sams neckische Bemerkungen über den Verkauf seiner Firmenanteile und ruiniert beinahe Sams Romanze mit Ann durch einige unglückliche Bemerkungen. Unterdessen drängt Marquette Cathy, die entschlossen ist, den Express zu stoppen, ihren kranken Ehemann zu töten. In dieser Nacht stirbt Arnesen an einem Herzinfarkt, ausgelöst durch Anns Enthüllungen über ihre Affäre mit Marquette. Als Cathy kurz darauf die Kontrolle über die Bank übernimmt, ordnet sie an, dass die Express-Gehaltsliste nicht erfüllt werden darf, was das Ende des Unternehmens bedeutet. Sam hört jedoch von ihren Plänen und droht, ihre Untreue zu offenbaren, wenn sie nicht sofort die Stadt verlässt. Cathy stürmt hinaus und überlässt es Marquette, den Express allein zu stoppen. 
Am Tag der Aufbruchs der ersten Reiter werden in Saint Joseph und Sacramento große Feierlichkeiten abgehalten, und Sam und Dringo besichtigen die Stationen. Sie sind alarmiert, als sie erfahren, dass eine der Stationen niedergebrannt wurde, und als ein Überlebender erklärt, dass Indianer dafür verantwortlich seien, untersucht Sam, der mit vielen Stämmen befreundet ist, den Fall. Hufeisenabdrücke am Tatort überzeugen Sam, dass als Indianer verkleidete Weiße die wahren Schuldigen sind, und er vermutet auch, dass der tote Indianer, der am Tatort gefunden wurde, vorher von den Gesetzlosen getötet und als „Beweis“ für die Schuld des örtlichen Stammes zurückgelassen wurde. Sam informiert den Vater des Toten, den Stammesältesten Wassac, und schließt sich dann Wassac zu Friedensgesprächen an, um ihn daran zu hindern, sein Volk in einen Krieg zu führen, um den Tod seines Sohnes zu rächen. 
Als eine andere Station angegriffen wird, treffen Sam und die Indianer gerade rechtzeitig ein, um die Gesetzlosen, die auf Marquettes Befehl arbeiten, in die Flucht zu schlagen. Sam wird bei dem Tumult verwundet, verfolgt aber Marquette, der, bevor er einer tödlichen Verletzung erliegt, Sam anfleht, Cathy zu finden, die allein in einer Hütte in den Bergen ist. Sam geht zur Hütte, wo er erneut von Feisty angegriffen wird. Sam ist schneller als Feisty, aber Cathy wird von einer abprallenden Kugel getötet. Ann und Dringo kommen an und Ann versichert Sam, dass sie mehr an seinem Glück als an dem Reichtum interessiert ist, den der Pony-Express hervorbringt.

## Hintergrund
Gedreht wurde der Film Mitte April bis Mitte Mai 1946.
Laut einer Pressemeldung war ursprünglich John Wayne als Hauptdarsteller des Films vorgesehen. In einer Pressenachricht vom 22. März 1946 hieß es, der Film würde an Originalschauplätzen in Phoenix (Arizona) gedreht, spätere Nachrichten erwähnen jedoch, dass der Film an Originalschauplätzen in Lone Pine (Kalifornien) gedreht wurde. In anderen Nachrichten wurde erwähnt, dass Hintergrundaufnahmen im Monument Valley in Utah und im Norden von Arizona gedreht wurden.
John McCarthy Jr. und George Milo waren für das Szenenbild zuständig, Adele Palmer für die Kostüme. Die Brüder Theodore und Howard Lydecker schufen die Spezialeffekte.  Musikalischer Direktor war Cy Feuer, das Orchester wurde von R. Dale Butts, Ernest Gold und Nathan Scott geleitet.
Der Film basiert lose auf der Gründung des historischen Pony-Express, eines Postdienstes, der am 3. April 1860 ins Leben gerufen wurde. Reiter transportierten Postbeutel zwischen Saint Joseph und Sacramento, wobei die durchschnittliche Reise dreizehn Tage dauerte. Obwohl Geschichten und Filme über den Pony Express manchmal darauf schließen lassen, dass es sich um einen langlebigen Dienst handelte, wurde er nach nur achtzehn Monaten Betrieb eingestellt, nämlich im Oktober 1861, als das transkontinentale Telegrafensystem fertiggestellt wurde. Der legendäre Status des Pony Express wird oft seinen berühmten Reitern zugeschrieben, zu denen auch Buffalo Bill gehörte.

## Veröffentlichung
Die Premiere des Films fand am 2. November 1946 in New York statt. 1950 kam er in Österreich in die Kinos, in der Bundesrepublik Deutschland am 2. Januar 1951.

## Kritiken
Das Lexikon des internationalen Films schrieb: „Bescheidener, harmloser Routinewestern.“